# Antônio Dultra de Almeida
Antônio Dultra de Almeida (Itabaiana, 24 de outubro de 1872 — ???, 10 de abril de 1944) foi uma importante liderança política de Itabaiana e vereador desta cidade entre 1914 a 1916, 1917 a 1919 e 1934 a 1937.

## Biografia
Sinhozinho Dultra, como era conhecido, nasceu no Povoado Gandu em 24 de outubro de 1872, filho de Manoel das Neves de Almeida e Lourença Maria de Jesus, irmão de Carolina Almeida e Maria São Pedro dos Santos, depois Teixeira dos Santos (Caçula Teixeira) entre outros. Casou-se aos vinte e um anos com Maria José de Jesus sem deixar filhos. Comerciante e filho de político, tinha hábitos modernos e progressistas como o de, por exemplo, todos os anos ir ao Rio de Janeiro numa época em que ir para Aracaju era por demais penoso. Provavelmente seu gosto pelo progresso era tanto que viria a ser depois responsabilizado por feitos importantes na cidade que foram diretamente seus. Seus hábitos aristocráticos eram tantos que ao ir à missa dominical o fazia sempre com seu uniforme de Capitão da Guarda Nacional, naturalmente com a esposa e levando consigo uma empregada que lhes amparava do sol com uma sombrinha. Seu nome aparece pela primeira vez nas eleições de três de setembro de 1911, como uma tentativa de conter os ânimos entre Pebas e Cabaús comandados respectivamente por José Sebrão de Carvalho e Manuel Baptista Itajay, para o biênio 1912-1913. Sua figura respeitada, além dos laços familiares e de amizade aos dois adiava ali um confronto. Ao terminar o mandato somente retornaria à Intendência nas eleições de vinte e seis de novembro de 1928 sendo eleito para o triênio 1929-1931. Perde o mandato em virtude da Revolução, contudo, em 10 de novembro de é nomeado pelo General Jose Calazans para o mesmo cargo, assumindo no dia 14 e cujo perderia em seguida com Maynard Gomes nove dias depois. Foi alijado num primeiro momento da indicação dos revolucionários de 1930 para a Intendência e do Conselho Consultivo, criado para substituir a Câmara Municipal, somente vindo a fazer parte em 23 de novembro de 1934, assumindo a Presidência deste Conselho no dia seguinte. Nele permaneceu até dar posse ao primeiro prefeito eleito de Itabaiana, Silvio Teixeira que vinha a ser seu sobrinho. Também se empossou como Vereador, logo assumindo a Presidência da Câmara, perdendo o mandato com o Estado Novo em 10 de Novembro de 1937. Deixou a política a partir de então. Ficou profundamente contrariado com sua prisão, juntamente com mais quatro pessoas por acusações de simpatia com o nazismo, em 19 de agosto de 1942, morrendo em 10 de abril de 1944 tendo sido sepultado no povoado onde nasceu. A desgraça também atingiu sua esposa que ficou paralítica falecendo com mais de cem anos, em 21 de fevereiro de 1982, tendo passado seus últimos dias às expensas dos familiares do marido.